# Семипалатинская учительская семинария
Семипала́тинская учи́тельская семина́рия — учительская семинария. Одно из первых специальных средних учительских заведений Казахстана.

## История
Открылась 3 июля 1903 г. как семилетняя учительское заведение с тремя основными и одним подготовительными классами. Было принято 24 детей из Семипалатинского, Керекуского, Усть-каменогорского, Каркаралинского и Акмолинского уезда. Позднее стали принимать учащихся из Тобыла, Барнаула, Жетысуа.
Первый директор семинарии — А. И. Белый. В формировании семинарии внесли вклад педагоги: братья Белослюдовы, Н. Я. Коншин, И. Я. Малахов, В. Н. Попов, супруги Нургали и Назипа Кулжановой, А. Саттаев и д.р.
В 1922 году на базе семинарии открылись казахские и русские педагогические техникумы как, которые в 1937 году были реорганизованы в педагогическое училище. В 1953 году были объединены и преобразованы русско-казахской педагогической училище имени К. Д. Ушинского. В 1957—1963 гг. временно закрылось и действовало как факультет по подготовке учителей для начинающих школ при педагогическом институте имени Н. К. Крупской в Семипалатинске. В 1963 году вновь открыта как педагогическое училище. В 1967 году учебному заведению присвоено имя М. Ауэзова. С 22 мая 1992 года преобразовано в педагогический колледж.
В Семипалатинске учительской семинарии обучались видные представители казахской интеллигенции: Мухтар Ауэзов, К. Сартбаев, Алькей Маргулан, Жусипбек Аймаутов, Азильхан Нуршаихов, Биахмет Сарсенов, А. Худайбердиев, Г. Сармурзин, Ш. Айманов и д.р. В 1918 г. м. Ауэзов и Ж. Аймаутов выпустили рукописный журнал «Абая», была создана первая студенческая футбольная команда «Ярыш».